# 比姆塔尔
比姆塔尔（Bhimtal），是印度北阿坎德邦Nainital县的一个城镇。总人口5875（2001年）。

## 人口
该地2001年总人口5875人，其中男性3178人，女性2697人；0—6岁人口664人，其中男353人，女311人；识字率78.08%，其中男性为80.65%，女性为75.05%。